# Třída Arabe
Třída Arabe byla třída torpédoborců francouzského námořnictva. Celkem bylo postaveno dvanáct jednotek této třídy. Postaveny byly v Japonsku. Konstrukčně vycházely z japonské třídy Kaba. Pojmenovány byly podle etnických sklupin žijících v tehdejší Francouzské koloniální říši. Ve službě byly do poloviny třicátých let. Některé byly nasazeny za Rífské války.

## Pozadí vzniku
Dvanáct torpédoborců pro bylo objednáno roku 1917 až v Japonsku. Francouzské námořnictvo totiž trpělo nedostatkem plavidel tohoto typu, přičemž v době války je nemohly dodat francouzské, britské, ani americké loděnice. Stavba probíhala po dvou jednotkách v šesti loděnicích. Práce probíhaly velice rychle, torpédoborec byl postaven obvykle za necelý půlrok. Všech dvanáct torpédoborců tak bylo objednáno, postaveno a dodáno v průběhu roku 1917.
Jednotky třídy Arabe:
| Jméno      | Loděnice             | Založení kýlu | Spuštěn        | Vstup do služby | Osud            |
| ---------- | -------------------- | ------------- | -------------- | --------------- | --------------- |
| Algérien   | Jokosuka             | 1917          | květen 1917    | srpen 1917      | Vyškrtnut 1936. |
| Annamite   | Jokosuka             | 1917          | červen 1917    | září 1917       | Vyškrtnut 193.  |
| Arabe      | Kure                 | 1917          | květen 1917    | srpen 1917      | Vyškrtnut 193.  |
| Bambara    | Kure                 | 1917          | červenec 1917  | září 1917       | Vyškrtnut 193.  |
| Hova       | Sasebo               | 1917          | květen 1917    | srpen 1917      | Vyškrtnut 193.  |
| Kabyle     | Sasebo               | 1917          | květen 1917    | říjen 1917      | Vyškrtnut 193.  |
| Marocain   | Maizuru              | 1917          | květen 1917    | září 1917       | Vyškrtnut 193.  |
| Sakalave   | Maizuru              | 1917          | červenec 1917  | říjen 1917      | Vyškrtnut 193.  |
| Sénégalais | Kawasaki, Kobe       | 1917          | květen 1917    | září 1917       | Vyškrtnut 193.  |
| Somali     | Kawasaki, Kobe       | 1917          | červenec 1917  | říjen 1917      | Vyškrtnut 193.  |
| Tonkinois  | Mitsubishi, Nagasaki | 1917          | 9. června 1917 | červenec 1917   | Vyškrtnut 193.  |
| Touareg    | Mitsubishi, Nagasaki | 1917          | 5. srpna 1917  | září 1917       | Vyškrtnut 193.  |

## Konstrukce

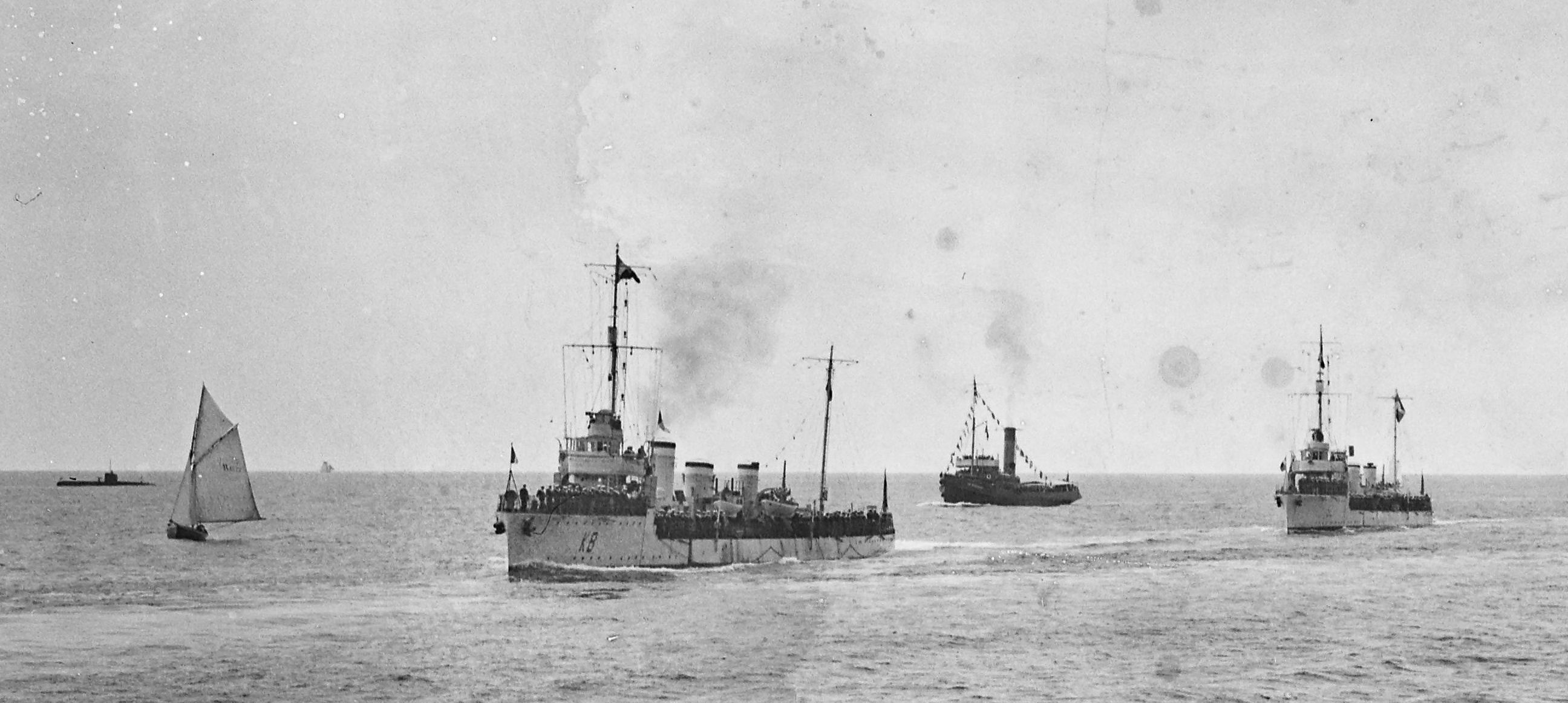
Kabyle

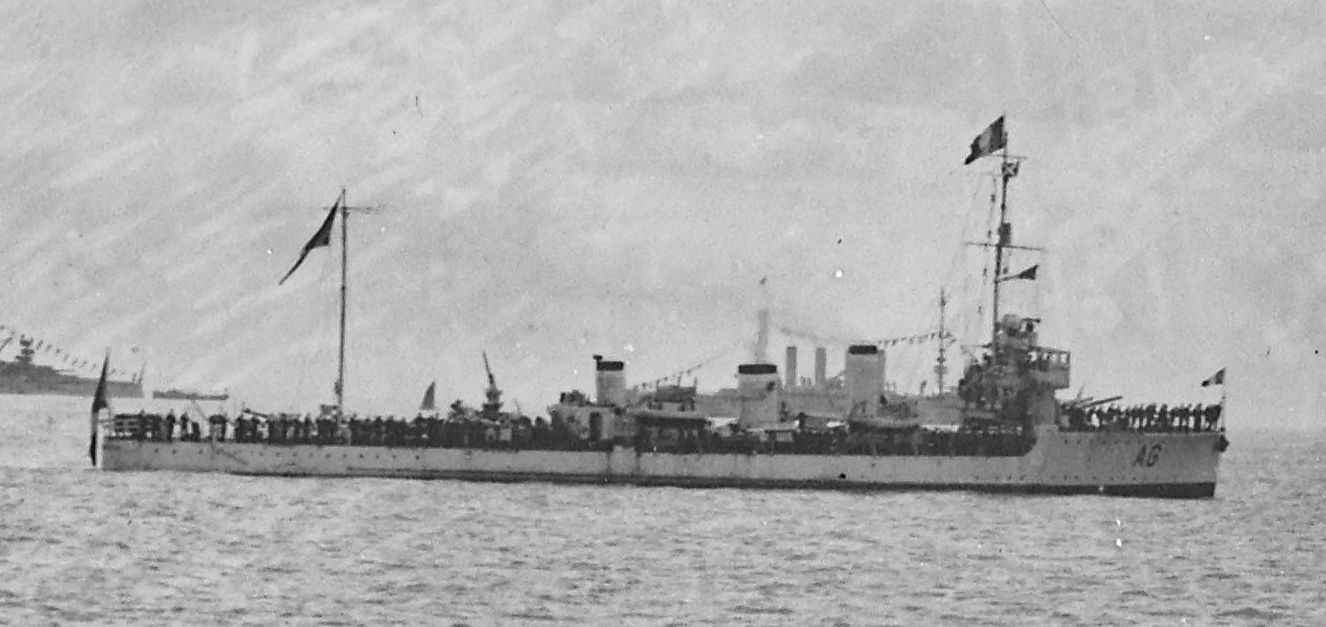
Algérien

Výzbroj tvořil jeden 120mm kanón, čtyři 76mm kanóny (jeden byl lafetován jako protiletadlový) a čtyři 450mm torpédomety (dva dvojité). Pohonný systém tvořily čtyři kotle Kampon a tři parní stroje o výkonu 10 000 shp. Poháněly tři lodní šrouby. Kotle spalovaly topný olej. Torpédoborce měly tři komíny. Nejvyšší rychlost dosahovala 29 uzlů. Dosah byl 2000 námořních mil při rychlosti dvanáct uzlů.